# Шобдонова, Ойтожихон
Ойтожихон Шобдонова (узб. Ойтожихон Шобдонова, 14 июня 1945 — 17 апреля 2022) — артистка Ошского Государственного академического узбекского музыкально-драматического театра имени Бобура, народная артистка Киргизской ССР (1988), внесла большой вклад в развитие культуры и искусства Кыргызстана. Была избрана депутатом Ошского городского Совета пяти созывов.

## Биография
Ойтожихон Шобдонова родилась 2 марта 1945 года в Араванском районе Ошской области. Молодую, талантливую певицу в 17 лет зачисляют артисткой музыкальной драмы Ошского узбекского музыкально-драматического театра имени С. М. Кирова.
Ойтажи Шобдонова своим приятным голосом и отменным исполнением ролей завоевала большой авторитет и известность среди зрителей. В 1976 году окончила Ташкентский театрально-художественный институт имени Островского и получила специальность актрисы драмы и кино. О. Шобдонова является одной из ведущих актрис театра. Созданные ею образы, разнообразны по своему сценическому воплощению. Она играла главные роли в спектаклях «Материнское поле» — Толгонай, «Скорпион из алтаря» — Рано, «Сохибжамол» — Сохибжамол, «Медея» — Медея, «Тахир и Зухра» — Зухра, «Семетей» — Каныкей, «Семург» — Мать, «Сохибкирон» — Бибихоним, «Курманжан Датка» — Курманжан Датка. Многие любители искусства высоко ценят Ойтожи Шобдонову как певицу. Она прекрасно исполняет песни на узбекском, кыргызском, казахском, таджикском, татарском, персидском языках, исполненная ею песня на кыргызском языке «Тумарым» по Узбекскому телевидению принесла ей ещё большую известность. Участвовала на гастролях театра в городе Ленинграде в 1984 году.
Она избиралась депутатом Ошского городского Совета пяти созывов. Указом Президиума Верховного Совета СССР в 1971 году она награждена медалью «За трудовое отличие», медалью «Данк». В 1968, 1969, 1971 годах удостоена почётных грамот Министерства культуры республики. В 1974 году ей присвоено почётное звание Заслуженной артистки Киргизской ССР. В 1988 году за большой вклад и заслуги в развитие театрального искусства республики получила звание Народная артистка Киргизской ССР.

## Театральные работы
- «Материнское поле» — Толгонай
- «Скорпион из алтаря» — Рано
- «Сохибжамол» — Сохибжамол
- «Медея» — Медея
- «Тахир и Зухра» — Зухра
- «Семетей» — Каныкей
- «Семург» — Мать
- «Сохибкирон» — Бибихоним
- «Курманжан Датка» — Курманжан Датка.

## Награды
- Народная артистка Киргизской ССР (1988 год)
- Медаль «За трудовое отличие» (1971 год)
- Медаль «Данк» (1999 год)[2]
- Почётная грамота Президиума Верховного Совета Киргизской ССР
- Почётная грамота Министерства культуры Киргизской ССР (1968, 1969, 1971 годы)